# Valdimir Matausic
Vladimir Matausic est un footballeur croate né le 16 juin 1948 à Zagreb,.